# Jastreb, Danilovgrad
Jastreb este un sat din comuna Danilovgrad, Muntenegru. Conform datelor de la recensământul din 2003, localitatea are 291 de locuitori (la recensământul din 1991 erau 318 locuitori).

## Demografie
În satul Jastreb locuiesc 219 persoane adulte, iar vârsta medie a populației este de 36,9 de ani (35,4 la bărbați și 38,5 la femei). În localitate sunt 76 de gospodării, iar numărul mediu de membri în gospodărie este de 3,83.
Populația localității este foarte eterogenă.
|  |

| Demografie | Demografie | Demografie |
| An         | Locuitori  | Locuitori  |
| ---------- | ---------- | ---------- |
|            |            |            |
|            |            |            |
|            |            |            |
|            |            |            |
| 1948       | 256        |            |
| 1953       | 268        |            |
| 1961       | 254        |            |
| 1971       | 308        |            |
| 1981       | 278        |            |
| 1991       | 318        | 312        |
| 2003       | 293        | 291        |

| \| Componența etnică conform recensământului din 2003[2] \| Componența etnică conform recensământului din 2003[2] \| Componența etnică conform recensământului din 2003[2] \| Componența etnică conform recensământului din 2003[2] \| Componența etnică conform recensământului din 2003[2] \| \| ----------------------------------------------------- \| ----------------------------------------------------- \| ----------------------------------------------------- \| ----------------------------------------------------- \| ----------------------------------------------------- \| \| \| \| \| \| \| \| Muntenegreni \| Muntenegreni \| \| 177 \| 60,82% \| \| Sârbi \| Sârbi \| \| 101 \| 34,7% \| \| Macedoneni \| Macedoneni \| \| 2 \| 0,68% \| \| necunoscută \| necunoscută \| \| 0 \| 0% \| |              |  |     |        |
| Componența etnică conform recensământului din 2003 |              |  |     |        |
| |              |  |     |        |
| Muntenegreni | Muntenegreni |  | 177 | 60,82% |
| Sârbi | Sârbi        |  | 101 | 34,7%  |
| Macedoneni | Macedoneni   |  | 2   | 0,68%  |
| necunoscută | necunoscută  |  | 0   | 0%     |